# ریچارد هاوارد
ریچارد هاوارد (انگلیسی: Richard Howard) (زادهٔ ۸ مارس ۱۹۴۴ – درگذشتهٔ ۲۶ ژانویهٔ ۲۰۲۴) بازیگر اهل بریتانیا بود.
از فیلم‌ها یا مجموعه‌های تلویزیونی که وی در آن‌ها نقش داشته‌است، می‌توان به پوآرو و اوه! چه جنگ دلپذیری اشاره نمود.